# Línea 71 (Montevideo)
La línea 71 es una línea urbana de Montevideo,  une el barrio Pocitos con la terminal de ómnibus ubicada en la intersección de las avenidas Mendoza e Instrucciones.
El destino de ida es Mendoza e Instrucciones y el de vuelta es Pocitos.

## Historia

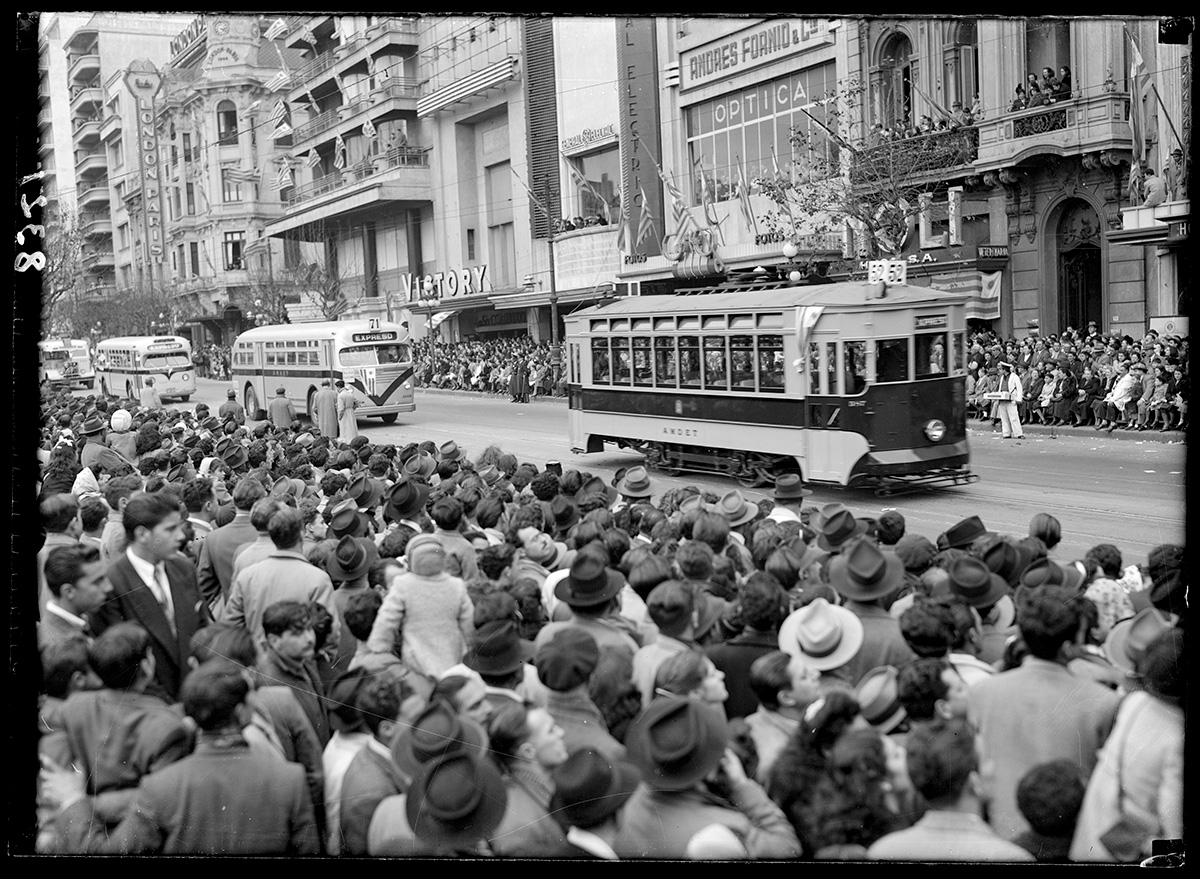
Desfile de la locomoción por la Avenida 18 de Julio, al fondo puede verse un ómnibus de la línea 71

Creada en 1948 por la Administración Municipal de Transporte, quien hasta los años setenta fue su operadora. En el año 1975 y a consecuencia del cierre del ente municipal la línea es cedida a la cooperativa Raincoop para su operación.

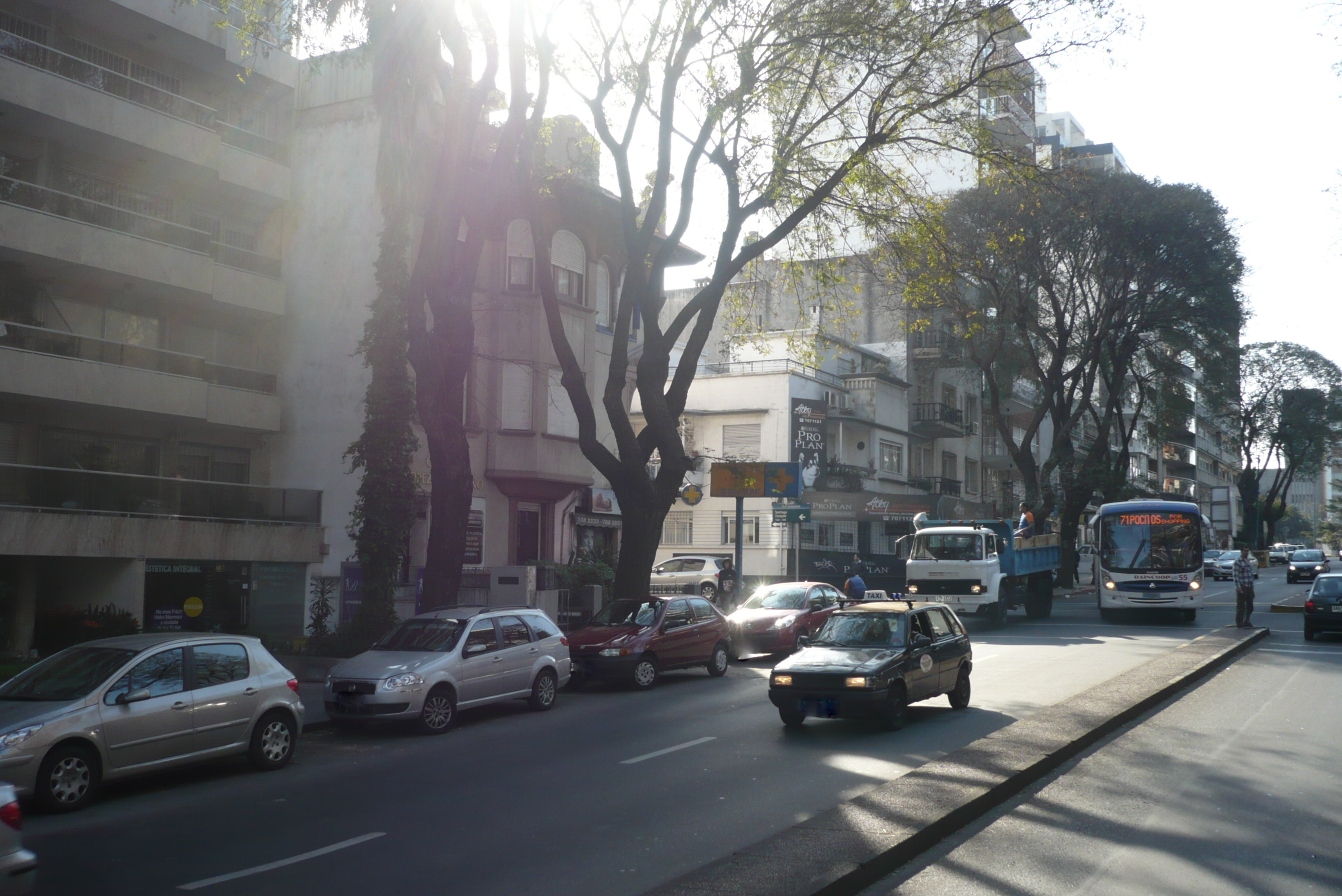
Línea 71 operada por Raincoop circulando por Avenida Brasil.

A lo largo de los años esta línea tuvo diversas modificaciones y para el año 2008 (con la creación del STM) hasta entonces la línea tenía como destino Ciudadela (por Colonia al centro y Mercedes hacia afuera), tras su modificación, pasaría a tener como destino la terminal de Pocitos, aunque  al muy poco tiempo se determinó que esta línea realice su recorrido mediante circuito, es decir, sin realizar un descanso en dicho punto, dejando a la terminal de Mendoza e Instrucciones como único punto de partida,  llegada y descanso. Esto se realizó junto con algunas líneas de dicha terminal para disminuir la cantidad de unidades en la misma. Tras el cierre de la cooperativa Raincoop el 14 de junio de 2016 este servicio pasa a ser operado por la cooperativa Ucot. En el año 2018, ya dentro de su administración, desde allí se planteó una modificación para realizar una ruta diferente en la zona de Pocitos, conservando su destino en cartel de dicho barrio y además conservando su última parada en la acera de cara al Montevideo Shopping (ya que hasta entonces la parada se encontraba al frente), pero con la asunción de Juan Salgado en la Cámara del Transporte y junto con la compañía Cutcsa y directivos de la misma presentaron un recurso en contra de esta iniciativa, alegando la superposición de líneas en dicho lugar, por lo cual la administración de la Intendencia de Montevideo de ese entonces falló a favor de Cutcsa (desestimando el proyecto de UCOT) por lo cual a esta línea finalmente se le acorta su recorrido hasta la intersección de las calles Juan Benito Blanco y Miguel Barreiro, para retornar por esta última e iniciar su recorrido de regreso doblando en la rambla montevideana, dicho destino se encuentra dentro del barrio Pocitos.

## Recorridos
En ambos sentidos circula por los barrio Pocitos, La Mondiola, Parque Rodó,  Cordón, Tres Cruces, Parque Batlle, La Blanqueada, Bolívar, Villa Española, Maroñas, Marconi (por Mendoza), Nuevo Ellauri, Piedras Blancas, Boiso Lanza y Manga.
| 71 Pocitos - Mendoza e Instrucciones |

| Ida - Miguel Barreiro - Rambla República del Perú - Avenida Brasil - Bulevar Artigas - Avenida Italia - Avenida Luis Alberto de Herrera - Avenida Dámaso Antonio Larrañaga - Mariano Estapé - José María Guerra - Corredor General Flores - Avenida Don Pedro de Mendoza - Avenida de las Instrucciones - Terminal Mendoza e Instrucciones | Vuelta - Terminal Instrucciones y Mendoza - Av. Don Pedro de Mendoza - Corredor General Flores - José María.Guerra - Mariano Estapé - Avenida Dámaso Antonio Larrañaga - Joanicó - Av. Luis Alberto de Herrera - Av. Italia - Avelino Miranda - Bulevar Artigas - Canelones - Avenida Brasil - Juan Benito Blanco - Miguel Barreiro |

## Destinos intermedios
IDA
- Hipódromo

VUELTA
- Bulevar Artigas (Tres Cruces)

## Primeras y últimas salidas
| Línea 71                     | Lunes a viernes | Sábados | Domingos |
| ---------------------------- | --------------- | ------- | -------- |
| Primera salida desde Pocitos | 05:55           | 06:06   | 06:48    |
| Última salida desde Pocitos  | 23:43           | 22:54   | 22:38    |
| Primera salida desde Mendoza | 05:02           | 05:15   | 06:00    |
| Última salida desde Mendoza  | 23:00           | 22:00   | 21:50    |